# Svět hledačů
Svět hledačů je osmé studiové album české rockové skupiny Blue Effect, která je vydala pod počeštěným a zkráceným názvem M. Efekt. Deska vyšla ve vydavatelství Panton v roce 1979 s katalogovým číslem 8113 0068. Většina textů pochází od Pavla Vrby, jednu skladbu otextoval Jaroslav Hutka pod pseudonymem Daniel Macík.
Album Svět hledačů vyšlo v remasterované verzi na CD poprvé v roce 1999 (Sony Music/Bonton), roku 2009 bylo vydáno v rámci box setu 1969–1989 Alba & singly & bonusy. V listopadu 2021 vyšlo ve vinylové reedici.

## Seznam skladeb
| Strana 1 | Strana 1              | Strana 1 | Strana 1 | Strana 1 |
| Pořadí   | Název                 | Hudba    | Text     | Délka    |
| -------- | --------------------- | -------- | -------- | -------- |
| 1.       | Za krokem žen         | Hladík   | Macík    | 11:43    |
| 2.       | Hledám své vlastní já | Veselý   | Vrba     | 4:12     |
| 3.       | Rajky                 | Hladík   | Vrba     | 7:14     |

| Strana 2       | Strana 2              | Strana 2       | Strana 2       | Strana 2 |
| Pořadí         | Název                 | Hudba          | Text           | Délka    |
| -------------- | --------------------- | -------------- | -------------- | -------- |
| 1.             | Zmoudření babím létem | Semelka        | Vrba           | 8:45     |
| 2.             | Zázrak jedné noci     | Semelka        | Vrba           | 11:48    |
| Celková délka: | Celková délka:        | Celková délka: | Celková délka: | 43:51    |

## Obsazení
- M. Efekt
  - Radim Hladík – kytary
  - Lešek Semelka – syntezátor, klavír, celesta, clavinet, dech, zpěv
  - Oldřich Veselý – smyčcový syntezátor, syntezátor, klavír, clavinet, zpěv
  - Vlado Čech – bicí, perkuse, dech

## Odkaz
Motiv ze skladby „Rajky“ použil slovenský raper Vec ve skladbě „V igelitovej taške“ na albu Stereo farbo slepo.[zdroj⁠?!]